# Файнсвілл (Нью-Джерсі)
Файнсвілл (англ. Finesville) — переписна місцевість (CDP) в США, в окрузі Воррен штату Нью-Джерсі. Населення — 364 особи (2020).

## Географія
Файнсвілл розташований за координатами 40°36′40″ пн. ш. 75°10′14″ зх. д. / 40.61111° пн. ш. 75.17056° зх. д. (40.611199, -75.170672).  За даними Бюро перепису населення США в 2010 році переписна місцевість мала площу 0,84 км², уся площа — суходіл.

## Демографія
Згідно з переписом 2010 року, у переписній місцевості мешкало 175 осіб у 72 домогосподарствах у складі 49 родин. Густота населення становила 208 осіб/км².  Було 87 помешкань (103/км²).
Расовий склад населення:
| - 97,1 % — білих - 1,1 % — азіатів |

До двох чи більше рас належало 1,1 %. Частка іспаномовних становила 2,9 % від усіх жителів.
За віковим діапазоном населення розподілялося таким чином: 22,9 % — особи молодші 18 років, 67,4 % — особи у віці 18—64 років, 9,7 % — особи у віці 65 років та старші. Медіана віку мешканця становила 43,5 року. На 100 осіб жіночої статі у переписній місцевості припадало 110,8 чоловіків;  на 100 жінок у віці від 18 років та старших — 110,9 чоловіків також старших 18 років.
Середній дохід на одне домашнє господарство  становив 67 629 доларів США (медіана — 71 125), а середній дохід на одну сім'ю — 67 629 доларів (медіана — 71 125). 
Цивільне працевлаштоване населення становило 133 особи. Основні галузі зайнятості: будівництво — 28,6 %, виробництво — 15,0 %, освіта, охорона здоров'я та соціальна допомога — 12,8 %.